# كارلينهوس (لاعب كرة قدم مواليد 1937)
كارلينهوس (بالبرتغالية: Luís Carlos Nunes da Silva‏) هو مدرب كرة قدم ولاعب كرة قدم برازيلي في مركز الوسط، ولد في 19 نوفمبر 1937 في ريو دي جانيرو في البرازيل، وتوفي بنفس المكان في 22 يونيو 2015. شارك مع منتخب البرازيل لكرة القدم. أما مع النوادي، فقد لعب مع نادي فلامنغو.

## وصلات خارجية
- كارلينهوس (لاعب كرة قدم مواليد 1937) على موقع قاعدة بيانات كرة القدم.إي يو (الإنجليزية)
- كارلينهوس (لاعب كرة قدم مواليد 1937) على موقع ناشيونال فوتبول تيمز (الإنجليزية)